# Domenico Lenarduzzi

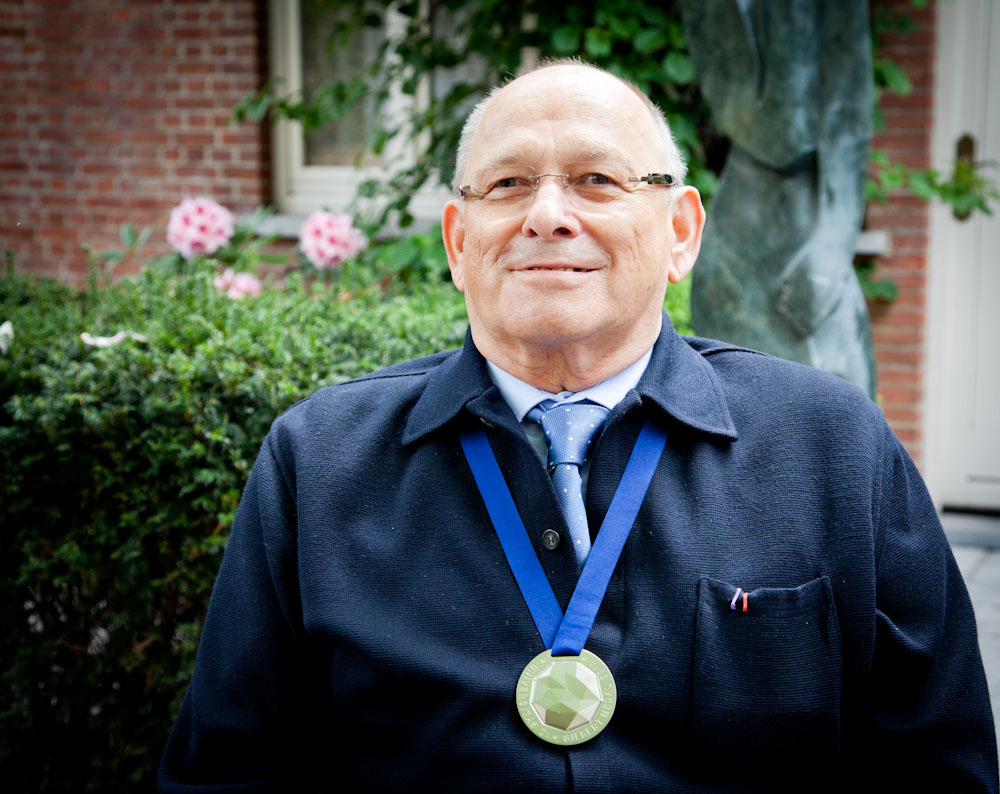
Domenico Lenarduzzi in 2014, gelauwerd door Universitas 21

Domenico Lenarduzzi (Turijn, 19 maart 1936 – Brussel, 2 december 2019) was een Belgisch-Italiaans Europees topambtenaar. Hij wordt beschouwd als de vader van het ERASMUS-programma voor de uitwisseling van studenten.

## Biografie
Toen zijn geboortestad Turijn in 1943 gebombardeerd werd, vluchtte de familie naar Ovoledo, de geboortestad van zijn vader in de regio Friuli. In 1946 besliste zijn vader naar België te vertrekken als mijnwerker in Charleroi. Na ongeveer een jaar keerde hij naar Italië terug om zijn familie mee naar België te brengen.
Domenico Lenarduzzi was 11 toen hij in België aankwam. Het was een erg moeilijk begin: hij sprak geen Frans en werd op zijn 17de getroffen door kinderverlamming. In 1959 slaagde hij voor de opleiding tot handelsingenieur aan de Katholieke Universiteit Leuven (toen nog tweetalig) en in 1963 behaalde hij een tweede graad in de politieke en sociale wetenschappen.

## Carrière
In 1960 begon Lenarduzzi voor de decaan van de faculteit Economische Wetenschappen te werken. Toen de decaan in hetzelfde jaar benoemd werd aan de Europese Rekenkamer, besloot hij zijn medewerker mee te nemen.
In 1965 slaagde hij voor een vergelijkend examen en werd hij benoemd bij het Directoraat-Generaal voor Sociale Zaken.
In 1969 verhuisde hij naar het Directoraat-Generaal voor Regionaal Beleid, waar hij zich bezighield met de coördinatie van het Sociaal en Landbouwfonds. Hij werd benoemd tot afdelingshoofd met als bevoegdheid de studies van de gevolgen van de toetreding van Spanje, Portugal en Griekenland tot de Unie.
In 1981 keerde hij terug naar het Directoraat-Generaal Tewerkstelling en Sociale Zaken, in het bijzonder naar de personeelsafdeling waar hij zich bezighield met opleiding, tot hij in 1999 Directeur-Generaal werd voor het Onderwijsbeleid. In die jaren zou hij zich actief inzetten voor de mobiliteit van docenten en studenten. Hij moedigde samenwerkingsprogramma's tussen Europese universiteiten aan. In 1987 werd het ERASMUS-programma goedgekeurd, en in 1995 het Europees Jeugdprogramma en het SOCRATES-programma.
Dankzij zijn diepe overtuiging dat Europa niet kan bestaan zonder interculturaliteit, en zijn geloof in de noodzaak burgers te creëren met een Europese dimensie, heeft Domenico Lenarduzzi ervoor gewerkt om jonge Europeanen toe te laten elkaar te leren kennen, met elkaar in contact te komen en wederzijdse verdraagzaamheid aan te moedigen.

## Onderscheidingen en erkenningen
- "Gilbert Medal for Internationalisation" Universitas 21 (11/04/2014)
- "Career Prize" Universiteit van Florence en Europese Vereniging voor de Ingenieursopleiding (8/09/2013)
- Eredoctoraat Universitat Ramon Llull (2003)
- Eredoctoraat Université Libre de Bruxelles (2002)
- Eredoctoraat K.U. Leuven (2002)
- Eredoctoraat Università degli Studi di Udine (26/05/2004)
- Odoricoprijs van de provincie Pordenone (28/07/2007)
- Opname in de lijst van 100 "Champions made in Europe", tijdschrift Le Nouvel Observateur 1998